# لوكاس نوغيرا
لوكاس نوغيرا (بالبرتغالية: Lucas Nogueira‏) مواليد 26 يوليو 1992 في ريو دي جانيرو، البرازيل، هو لاعب كرة سلة محترف برازيلي بدأ مسيرته الاحترافية في سنة 2009. تم اختياره من قبل فريق بوسطن سيلتكس خلال الدرافت، يلعب مع فريق تورونتو رابتورز في الرابطة الوطنية لكرة السلة كلاعب وسط ويحمل الرقم 92. يبلغ طوله 7 قدم 0 بوصة (2.1 م).

## إحصائيات المسيرة

### الموسم الاعتيادي
| السنة   | الفريق          | لعب | بدأ | دقيقة | ميداني% | ثلاثية | حرة  | ارتداد | صنع | استلاب | تصدي | نقطة |
| ------- | --------------- | --- | --- | ----- | ------- | ------ | ---- | ------ | --- | ------ | ---- | ---- |
| 2014–15 | تورونتو رابتورز | 6   | 0   | 3.8   | .250    | .000   | .500 | 1.8    | .2  | .3     | .0   | 1.0  |
| 2015–16 | تورونتو رابتورز | 29  | 1   | 7.8   | .636    | .333   | .533 | 1.6    | .2  | .4     | .4   | 2.2  |
| المسيرة |                 | 35  | 1   | 7.1   | .577    | .333   | .526 | 1.6    | .2  | .4     | .3   | 2.0  |

## روابط خارجية
- لوكاس نوغيرا على موقع إن بي أي (الإنجليزية)
- لوكاس نوغيرا على موقع سبورتس رفرنس (الإنجليزية)
- لوكاس نوغيرا على موقع الدوري الإسباني لكرة السلة (الإسبانية)
- لوكاس نوغيرا على موقع كرة السلة الأوروبية.كوم (الإنجليزية)
- لوكاس نوغيرا على موقع إي إس بي إن.كوم (الإنجليزية)
- لوكاس نوغيرا على موقع ريلجم (الإنجليزية)
- لوكاس نوغيرا على موقع بروبوليرز (الإنجليزية)
- لوكاس نوغيرا على موقع سبورتس رفرنس (الإنجليزية)
- لوكاس نوغيرا على موقع سبورتس رفرنس (الإنجليزية)